# Renaud Chabot
Pour les articles homonymes, voir Chabot.
Pour les autres membres de la famille, voir Famille de Chabot.
Renaud Chabot (ca. 1410-1476), écuyer, seigneur d’Apremont et de Clervaux par son deuxième mariage, et de son chef sire de Chantemerle, de Thouars (Thors ?), de Gallardon (Deux-Sèvres, près de St-Maixent), Saint-Gilles (Pressigny ?), Moulins neufs, seigneur de Jarnac de 1422 à 1476.
Il est le second fils de Louis Ier Chabot, seigneur de la Grève, et de Marie de Craon, fille de Guillaume Ii de Craon et de Jeanne de Montbazon, dame de Jarnac-sur-Charente et autres lieux. Il reçoit en partage la terre de Jarnac.

## Biographie
Dès le début, Renaud s’attache à la terre de Jarnac.
Pour payer une partie de la rançon de son frère Jean d'Orléans, Charles duc d’Orléans, capturé en 1415 à la bataille d'Azincourt, et revenu de captivité en 1440, fait appel à Renaud Chabot.
Il lui vend le 6 octobre (ou décembre) 1441, pour la somme de « 1 500 écus neufs du coing du roy, le chastel de Jarnac, forteresse et clôture d'iceluy, alors desmoli et inhabitable, avesque la quitième partie de la terre, seigneurie et chastellenie dudict lieu » (Arch. impér.; Sect. Dom.)
Le comte Jean d’Orléans, le bon comte Jean d'Angoulême comme on l’appelle dans le pays, reviendra finalement de captivité en 1444, après 32 ans de captivité, s'étant résolu à vendre le comté de Périgord à Jean de Bretagne, comte de Penthièvre, vicomte de Limoges, pour payer une partie de sa rançon.
Il reprend alors possession de son comté d'Angoumois.
Renaud Chabot sera toujours à ses côtés, en 1445 au siège de Chalais, en 1452 lorsque le roi Charles VII revient en Angoumois pour en chasser les Anglais.
Jean reviendra, malgré tout, sur la parole de son frère Charles, et Renaud Chabot doit, le 4 mai 1456, se désister en faveur du comte d’Angoulême pour l’affaire signée avec son frère en 1441.
Après la défaite des Anglais à la bataille de Castillon en 1453, la guerre de Cent Ans étant terminée, et l’avenir semblant être à la paix, Renaud fait édifier à grands frais, à partir de 1467, sous Louis XI, le nouveau château, sur les débris de l’ancien château de Wardrade, premier seigneur connu de Jarnac. En 1470, à la suite d'une rixe avec Christophe de la Tour Landry, Renaud Chabot entreprend également la construction du château de Clairvaux dans la vallée de Scorbé-Clairvaux.
Il est conseiller du roi Louis XI et son chambellan.
Il décède en 1476, non sans avoir subi un procès de Jean, comte d’Angoulême, alors effrayé par l’importance du château nouvellement édifié à Jarnac, et qui demande sa démolition ; le procès traînera en longueur et sera finalement abandonné à l’avènement de François, duc de Valois, futur roi sous le nom de François Ier.

## Filiation
Il épouse en premières noces, vers 1430, Françoise de La Rochefoucauld, veuve de Gilles d'Appelvoisin, fille de Guy, seigneur de Barbezieux et Verteuil, et de Rosine de Montault, dont deux filles :
- Marguerite (sous la tutelle de son père en 1440) et
- Agnès, mariée à Gui Chenin, seigneur de l’Isle-Bapaume.

Puis il se remarie en 1437 avec Isabeau de Rochechouart (ca.1425-ap.1477), fille et héritière de Jean/Jacques de Rochechouart, seigneur d’Apremont et de Brion (lui-même fils de Jean/Louis d'Apremont et de Brion — fils puîné du vicomte Louis Ier de Rochechouart — et de Jeanne de La Tour-Landry, dame de Clervaux, dont il reçut droit de justice sur cette dernière terre), et de Jeanne de Montfaucon, dame de Beaussais/Bauçay et Galardon dans les Deux-Sèvres (vers Melle et St-Maixent ; il s'agirait donc de Beaussais en Poitou plutôt que de Bauçay et La Mothe-Baussay en Loudunais). Ils ont neuf enfants :
- Louis II Chabot, seigneur de Jarnac après son père,
- Antoine Chabot, chevalier de Rhodes (ordre de Saint-Jean de Jérusalem)[1], mort le 6 novembre 1507,
- François Chabot, abbé de Châtre et de Baignes-en-Saintonge, seigneur de Jarnac après son frère aîné,
- Jacques Chabot, seigneur de Jarnac après son frère François : père de l'amiral Philippe Chabot (1492-1543) sire de Brion et d'Aspremont,
- Robert Chabot, seigneur de Clervaux et de Boussay, baron d’Aspremont, marié à Antoinette d'Illiers, fille de Jean et Marguerite de Chourses-Malicorne ,
- Marguerite Chabot, alliée à Pierre de Reilhac, vicomte de Mérinville et de Brigueuil,
- Françoise Chabot, qui épouse en mai 1456, Renaud de Sainte-Maure, seigneur de Jonzac de 1456 à 1499, fils d’Armand de Sainte-Maure, seigneur de Montausier, dont elle aura cinq enfants.
- Jeanne Chabot, alliée en 1466 à Pierre de Saint-Julien, seigneur de Lasserre,
- Philippe Chabot, mariée en 1469 à Antoine de Clérembault, fils de Gilles et Jeanne Sauvage seigneurs de Plessis-Clérembault.